# John B. Weller
John B. Weller (Montgomery, 1812. február 22. – New Orleans, 1875. augusztus 17.) az Amerikai Egyesült Államok szenátora (Kalifornia, 1852–1857).